# Robot 04

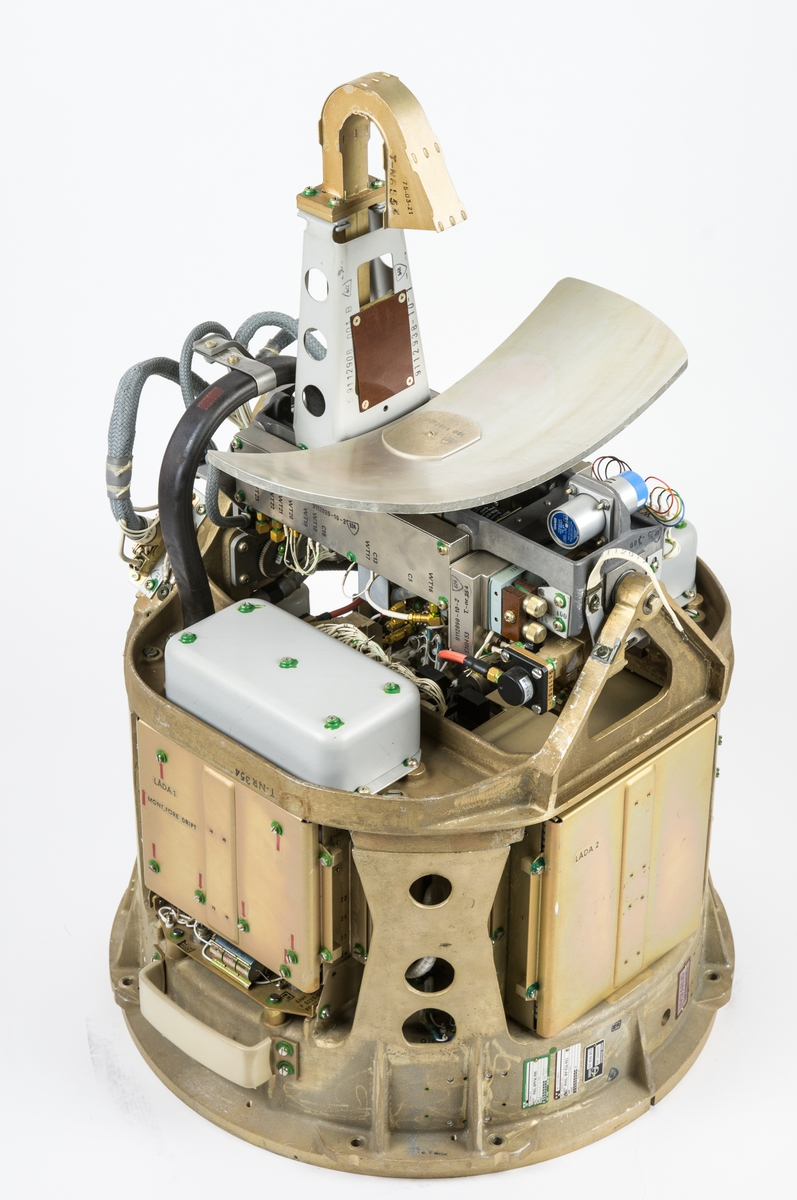
Målsökare till Robot 04C.

Robot 04, kort rb 04 (full beteckning: attackrobot 04, kort arb 04, ursprungligen robot 304), var en CVA-tillverkad attackrobot till det svenska flygvapnet ämnad mot sjömål. Roboten tillverkades mellan 1958 och 1978. A 32 Lansen bar rb 04 samt senare även flygplan AJ 37 Viggen. Roboten utgjorde den primära beväpningen för attackförbanden ur Första flygeskadern mot en befarad invasionsflotta från Sovjetunionen. Roboten tillverkades i tre stridsversioner (04C, 04D och 04E) och exporterades aldrig. En vidareutveckling av roboten är robot 15.

## Utveckling
Försvarets robotbyrå påbörjade redan 1949 projekt 304, som senare skulle bli Robot 04. Under utvecklingsarbetet genomfördes ett väldigt omfattande provprogram. I den första utvecklingsfasen koncentrerade man sig på att få radarhöjdhållaren och styrautomaten att fungera. För detta tillverkades 69 stycken Provrobot 304A vid CVA i Arboga. Dessa hade en radarhöjdhållare tillverkad av Philips och en pneumatisk styrautomat (A52) utvecklad av Saab. Då roboten saknade målsökare fick styrautomaten signaler om kurs från ett enkelt programverk. Efter fällning på hög höjd tändes krutraketmotorn och sedan tog radarhöjdhållaren ner roboten till en flyghöjd på cirka 10 meter över vattenytan. Dessa provrobotar användes till 83 provfällningar från Saab 29 Tunnan. Utprovningen skedde över Vättern utanför Karlsborg med start 1954. I sista utvecklingsfasen utvecklade man målsökaren och zonröret. För denna utveckling tillverkades 132 stycken Provrobot 304B som användes till 169 fällningar från Saab 32 Lansen. Prov genomfördes också med roboten hängande kvar på flygplanet. Målsökaren var en enplans aktiv radarmålsökare som arbetade i CW-mod som utvecklades av AGA. Samtidigt med utprovningen av målsökaren provades även zonröret ut, som skulle detonera stridsspetsen när roboten passerade över målet. Utprovningen skedde mellan 1954 och 1962. När utprovningen var i det närmaste färdig påbörjades serietillverkningen av Robot 304C.

## Konstruktion
Roboten har en spolformig kropp med en deltavinge med fenor i vingspetsarna. I nosen finns den aktiva radarmålsökaren. Höjdroder och sidoroder är placerade i nosen på roboten och skevrodren satt i vingbakkanten. En krutraketmotor som fanns i robotens bakkropp drev roboten i hög underljudhastighet mot målet. Roboten flögs avsiktligt över målfartyget för att vid passage över däck, vanligen med svagare pansarskydd, utlösa stridsdelen med ett zonrör. Verkansdelen hade en stridsdel med nedåtriktad tryckverkan utvecklad av FOA. Om roboten träffade bordläggningen eller överbyggnaden utlöstes stridsdelen med fördröjd verkan av en anslagsrör. Räckvidden var 32 km. Normalt skulle A 32 och AJ 37 bära två robotar. Roboten tillhör den typ av sjömålsrobotar som brukar kallas "skimmers", d.v.s de flyger på mycket låg höjd för att undvika upptäckt.

## Versioner
- Rb 04A (Provrobot 304 Adam) – Försöksmodell utan verkansdel, avsedd för utprovning av höjdhållningen. Tillverkades i 69 exemplar. 83 provskjutningar utfördes under 1954 från Saab 29 Tunnan.[5]
- Rb 04B (Provrobot 304 Bertil) – Försöksmodell utan verkansdel, avsedd för utprovning av målsökningen. Tillverkades i 132 exemplar. 169 provskjutningar utfördes under 1956-62 från Saab 32 Lansen.[6]
- Rb 04C (Attackrobot 04 Cesar) – Första operativa versionen användes på A 32A Lansen. Versionen började tillverkas 1961 vid CVA, totalt tillverkades cirka 300 stycken.[7]
- Rb 04D (Attackrobot 04 David) – I slutet av 1960-talet uppgraderades befintliga RB 04C med en ny raketmotor som ökade räckvidden. Den nya raketmotorn KR 16D2 hade en dragkraft på 195 kp under 65,6 s. Samtidigt ersattes de gamla batterierna med underhållsfria värmeaktiverbara batterier. Uppgraderingen utfördes på CVA i Arboga.[8]
- Rb 04E (Attackrobot 04 Erik) – Modifiering av RB 04D utförd av Saab för att kunna använda roboten från AJ 37 samt att ge roboten ökad funktionssäkerhet och störfasthet. Målsökaren byttes ut mot en monopulsradar med hoppfrekvensteknik utvecklad av Philips. Roboten togs i bruk 1975.[9]
- Rb 04 Turbo – Projektnamn för RB 15 1978.